# Editora do Brasil

Logo atual da editora, que ao longo de sua história, já teve outras logos e logomarcas.

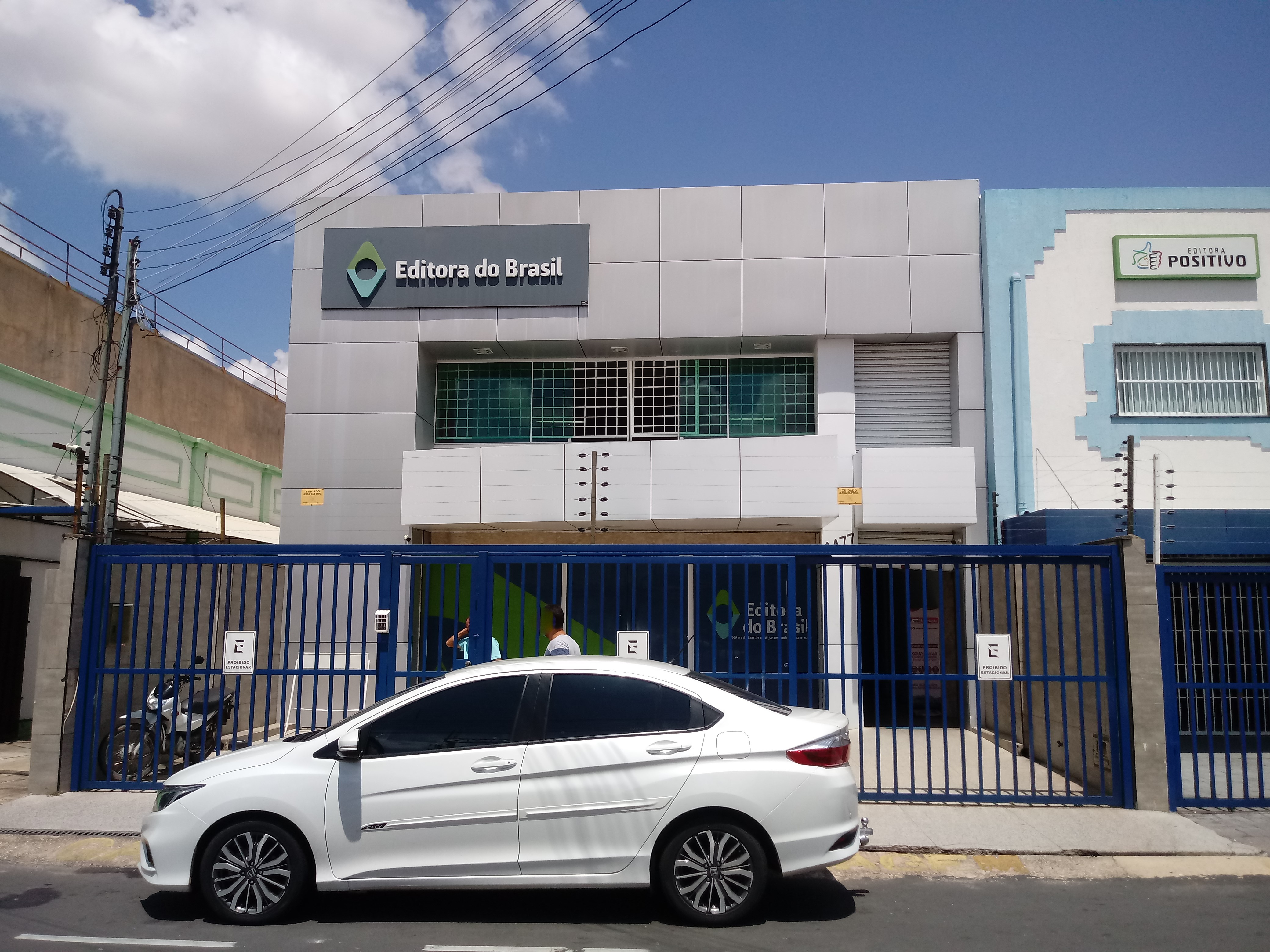
Loja da Editora do Brasil em Teresina.

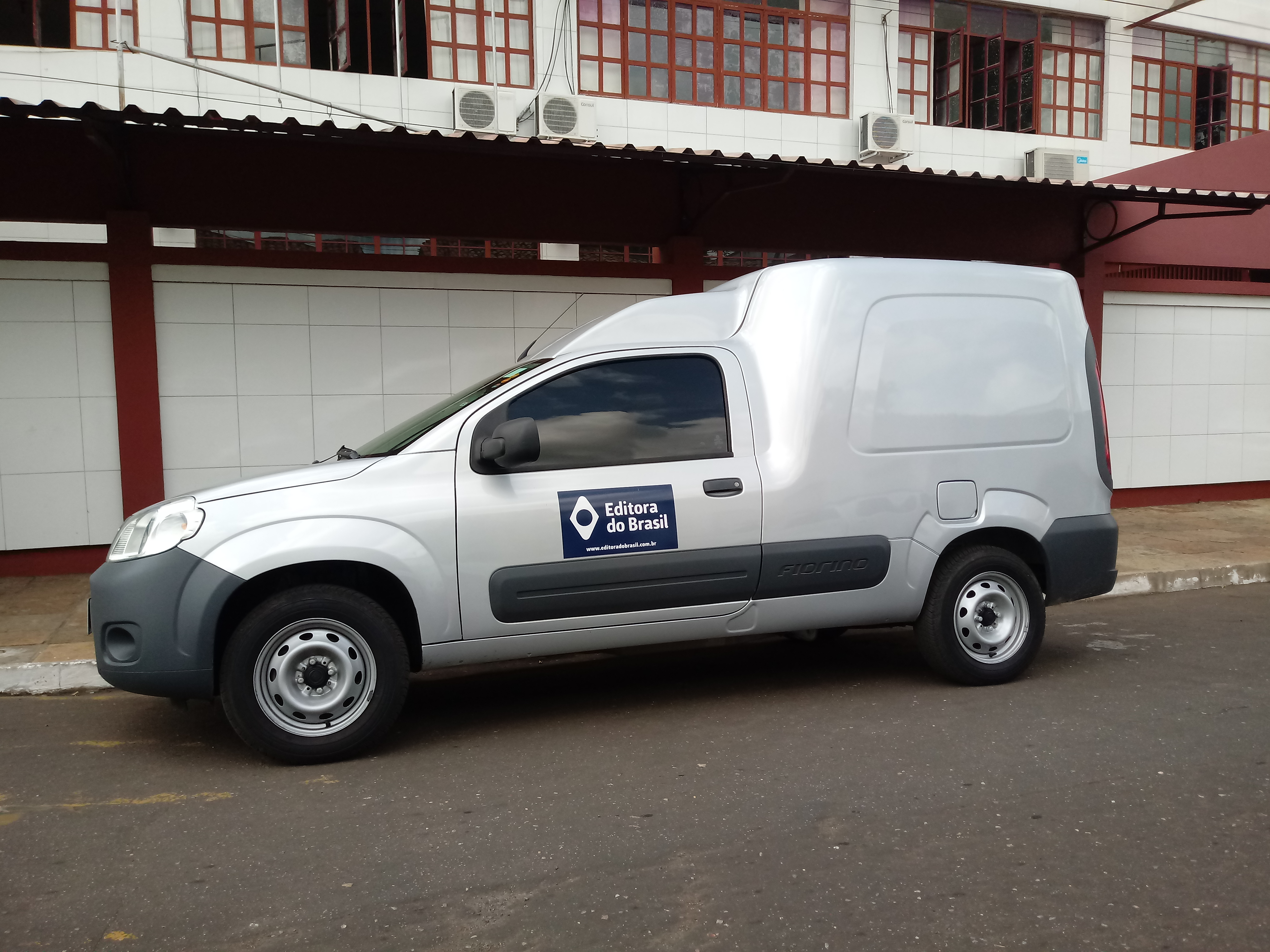
Veículo da editora.

Editora do Brasil é uma editora brasileira, sediada em São Paulo e com filiais em todo o Brasil. 

## História
A Editora do Brasil foi fundada 1943 pelo Dr. Carlos Costa para oferecer livros de qualidade e melhorar a educação.
O alcance nacional da Editora do Brasil colocou-a, na década de 1970, na posição de líder de mercado e exemplo no atendimento aos educadores. Depois de 30 anos de existência, a Editora do Brasil apresentava mais de 200 milhões de exemplares vendidos e a produção de aproximadamente 1 milhão de livros por mês.
Com a primeira modificação na Lei de Diretrizes e Bases da Educação Nacional (LDB) em 1971, foram ampliadas as responsabilidades do governo federal em relação à educação. O investimento no ensino público e os programas realizados pela Fundação de Assistência ao Estudante (FAE) aumentaram as compras governamentais e, em 1980, a Editora do Brasil voltou a liderar a produção editorial nacional.